# Psorophora mathesoni
Psorophora mathesoni is een muggensoort uit de familie van de steekmuggen (Culicidae). De wetenschappelijke naam van de soort werd voor het eerst geldig gepubliceerd in 1975 door John Nicholas Belkin.